# Їншан
32°38′09″ пн. ш. 116°15′22″ сх. д. / 32.63584° пн. ш. 116.25619° сх. д.
Їншан (кит. 颍上县, пін. Yĭngshàng Xiàn) — один із повітів КНР у складі префектури Фуян, провінція Аньхой. Адміністративний центр — містечко Шеньчен.

## Географія
Їншан у середньому розташовується на висоті близько 28 метрів над рівнем моря. Південним кордоном повіту слугує річка Хуайхе.

### Клімат
Повіт знаходиться у зоні, котра характеризується вологим субтропічним кліматом. Найтепліший місяць — липень із середньою температурою 28 °C. Найхолодніший місяць — січень, із середньою температурою 2,1 °С.
| Клімат повіту Їншан                                | Клімат повіту Їншан | Клімат повіту Їншан | Клімат повіту Їншан | Клімат повіту Їншан | Клімат повіту Їншан | Клімат повіту Їншан | Клімат повіту Їншан | Клімат повіту Їншан | Клімат повіту Їншан | Клімат повіту Їншан | Клімат повіту Їншан | Клімат повіту Їншан | Клімат повіту Їншан |
| Показник                                           | Січ.                | Лют.                | Бер.                | Квіт.               | Трав.               | Черв.               | Лип.                | Серп.               | Вер.                | Жовт.               | Лист.               | Груд.               | Рік                 |
| Середній максимум, °C                              | 6,8                 | 10                  | 15,3                | 21,8                | 27                  | 30,2                | 31,9                | 31,2                | 27,4                | 22,5                | 15,8                | 9,2                 | 20,8                |
| Середня температура, °C                            | 2,1                 | 5                   | 9,9                 | 16,1                | 21,5                | 25,5                | 28                  | 27,1                | 22,7                | 17,1                | 10,4                | 4,2                 | 15,8                |
| Середній мінімум, °C                               | −1,3                | 1,1                 | 5,5                 | 11,1                | 16,6                | 21,5                | 24,7                | 23,9                | 19                  | 12,9                | 6,2                 | 0,6                 | 11,8                |
| Норма опадів, мм                                   | 33.4                | 38.2                | 59.4                | 62.5                | 84                  | 167.4               | 220.3               | 124.6               | 68.9                | 53.7                | 44.9                | 24.3                | 981.6               |
| Вологість повітря, %                               | 73                  | 73                  | 71                  | 72                  | 72                  | 75                  | 83                  | 84                  | 80                  | 74                  | 74                  | 73                  | 75                  |
| -------------------------------------------------- | ------------------- | ------------------- | ------------------- | ------------------- | ------------------- | ------------------- | ------------------- | ------------------- | ------------------- | ------------------- | ------------------- | ------------------- | ------------------- |
| Джерело: Дані метеостанції №58210 (КНР, 1991-2020) |                     |                     |                     |                     |                     |                     |                     |                     |                     |                     |                     |                     |                     |